# 潘焱
潘焱（1916年—1999年4月24日），河南省新县人，中国人民解放军将领、中国人民解放军开国少将。
1929年，参加红军光山县独立营，1930年12月，编入红四军10师29团。之后参加朝鲜战争，任中国人民志愿军16军代军长。1955年，授予中国人民解放军少将。1945年8月，任冀鲁豫军区参谋长。1946年12月，任晋冀鲁豫野战军7纵队参谋长。1947年3月，任野战军1纵队参谋长。1949年1月，任第二野战军5兵团副参谋长。1979年2月，任北京卫戍区司令员。获二级八一勋章、二级独立自由勋章、一级解放勋章、一级红星功勋荣誉章。